# Fatma Al-Nabhani
Fatma Al-Nabhani (àrab: فاطمة النبهاني, Fāṭima an-Nabhānī) (Masqat, 20 de maig de 1991) és una tennista d'Oman, la única dona tennista internacional de tota la regió del Golf Pèrsic. És coneguda per jugar sempre amb leggings sota la minifaldilla.

## Carrera esportiva
El lloc més alt al que ha arribat a la classificació mundial femenina de la WTA és el 362 del món, i hi va arribar el 4 d'octubre de 2010. En la categoria de dobles, va assolir el lloc 238 el 28 d'abril de 2014. Ha obtingut 4 victòries individuals i 5 per parelles en el Circuit Femení ITF. El seu debut al circuit de l'Associació de tennis femení (WTA) fou en el Campionat de Tennis de Dubai 2009, jugant amb la portuguesa Magali de Lattre, i van perdre contra la parella formada per taiwanesa Chan Yung-jan i la xinesa Sun Tiantian a la primera ronda. És la campiona actual del Hammamet Open de la ITF. Forma part de l'equip d'Oman a la Copa Federació de tennis, on té un registre de 13–7.

### Jocs Panaràbics
En els Jocs Panaràbics de 2011, celebrats a Doha (Qatar), Al-Nabhani guanyà la medalla d'or en singles i la de bronze en dobles i també per equips.

## Activisme
L'empresa d'articles esportius Nike, Inc. ha produït un documental, dirigit per la britànica Poppy De Villeneuve, sobre la seva vida com a dona musulmana en un esport com el tennis, i vivint en una regió tan conservadora socialment com el Golf Pèrsic, destinat a encoratjar altres noies àrabs i musulmanes a fer esport.